# James Vanderbilt
James Platten Vanderbilt (Norwalk, 17 novembre 1975) è uno sceneggiatore e produttore cinematografico statunitense.

## Biografia
James Vanderbilt è  figlio di Alfred Gwynne Vanderbilt III, discendente dalla facoltosa e longeva famiglia Vanderbilt di origine olandese con capostipite Cornelius Vanderbilt.
Dopo aver studiato cinema e televisione alla University of Southern California, James Vanderbilt debutta alla sceneggiatura nel 2003 con Al calare delle tenebre. Nel 2007 per Zodiac riceve diverse nomination a svariati premi.

## Filmografia

### Sceneggiatore
- Al calare delle tenebre (Darkness Falls), regia di Jonathan Liebesman (2003)
- Basic, regia di John McTiernan (2003)
- Il tesoro dell'Amazzonia (The Rundown), regia di Peter Berg (2003)
- Zodiac, regia di David Fincher (2007)
- X-Men le origini - Wolverine (X-Men Origins: Wolverine), regia di Gavin Hood (2009) - non accreditato
- The Losers, regia di Sylvain White (2010)
- The Amazing Spider-Man, regia di Marc Webb (2012)
- Total Recall - Atto di forza (Total Recall), regia di Len Wiseman (2012) - non accreditato
- Sotto assedio - White House Down (White House Down), regia di Roland Emmerich (2013)
- RoboCop, regia di José Padilha (2014) - non accreditato
- The Amazing Spider-Man 2 - Il potere di Electro (The Amazing Spider-Man 2), regia di Marc Webb (2014) - soggetto
- Truth - Il prezzo della verità (Truth), regia di James Vanderbilt (2015)
- Independence Day - Rigenerazione (Independence Day: Resurgence), regia di Roland Emmerich (2016)
- Murder Mystery, regia di Kyle Newacheck (2019)
- Scream, regia di Matt Bettinelli-Olpin e Tyler Gillett (2022)
- Scream VI, regia di Matt Bettinelli-Olpin e Tyler Gillett (2023)
- Murder Mystery 2, regia di Jeremy Garelick (2023)
- Fountain of Youth - L'eterna giovinezza (Fountain of Youth), regia di Guy Ritchie (2025)

### Regista
- Truth - Il prezzo della verità (Truth) (2015)

### Produttore

#### Cinema
- Basic, regia di John McTiernan (2003)
- Zodiac, regia di David Fincher (2007)
- Sotto assedio - White House Down (White House Down), regia di Roland Emmerich (2013)
- Truth - Il prezzo della verità (Truth), regia di James Vanderbilt (2015)
- Slender Man, regia di Sylvain White (2018)
- Suspiria, regia di Luca Guadagnino (2018) - esecutivo
- Il mistero della casa del tempo (The House with a Clock in Its Walls), regia di Eli Roth (2018)
- Murder Mystery, regia di Kyle Newacheck (2019)
- Finché morte non ci separi (Ready or Not), regia di Matt Bettinelli-Olpin e Tyler Gillett (2019)
- Scream, regia di Matt Bettinelli-Olpin e Tyler Gillett (2022)
- Ambulance, regia di Michael Bay (2022)
- Scream VI, regia di Matt Bettinelli-Olpin e Tyler Gillett (2023)
- Murder Mystery 2, regia di Jeremy Garelick (2023)

#### Televisione
- Altered Carbon – serie TV, 7 episodi (2018) - esecutivo
- American Dream/American Knightmare – documentario (2018) - esecutivo